# Gilbert Stuart
Gilbert Charles Stuart (nacido Stewart; Saunderstown, Rhode Island, 3 de diciembre de 1755–Boston, 9 de julio de 1828) fue un pintor estadounidense.
Gilbert Stuart está ampliamente considerado como uno de los más destacados retratistas estadounidenses. Su obra más conocida, George Washington (también conocido como El Ateneo y el Retrato inacabado) fue terminado en 1796. La imagen de George Washington representada en la pintura ha aparecido en el billete de un dólar de los Estados Unidos durante más de un siglo.
A lo largo de su carrera, Gilbert Stuart produjo retratos de más de mil personas, incluyendo los primeros seis Presidentes de los Estados Unidos. Su obra puede encontrarse actualmente en museos de arte de todos los Estados Unidos y el Reino Unido, de manera destacada en el Museo Metropolitano de Arte de Nueva York, la Galería Nacional de Arte de Washington D. C., la Galería Nacional de Retratos del Reino Unido en Londres, y el Museo de Bellas Artes de Boston. En Madrid, el Museo Lázaro Galdiano conserva un espléndido retrato de Elisabeth Merry, esposa de Anthony Merry, diplomático inglés, pintado en 1805 y es casi con seguridad la única obra de Stuart expuesta en colecciones públicas españolas.

## Biografía

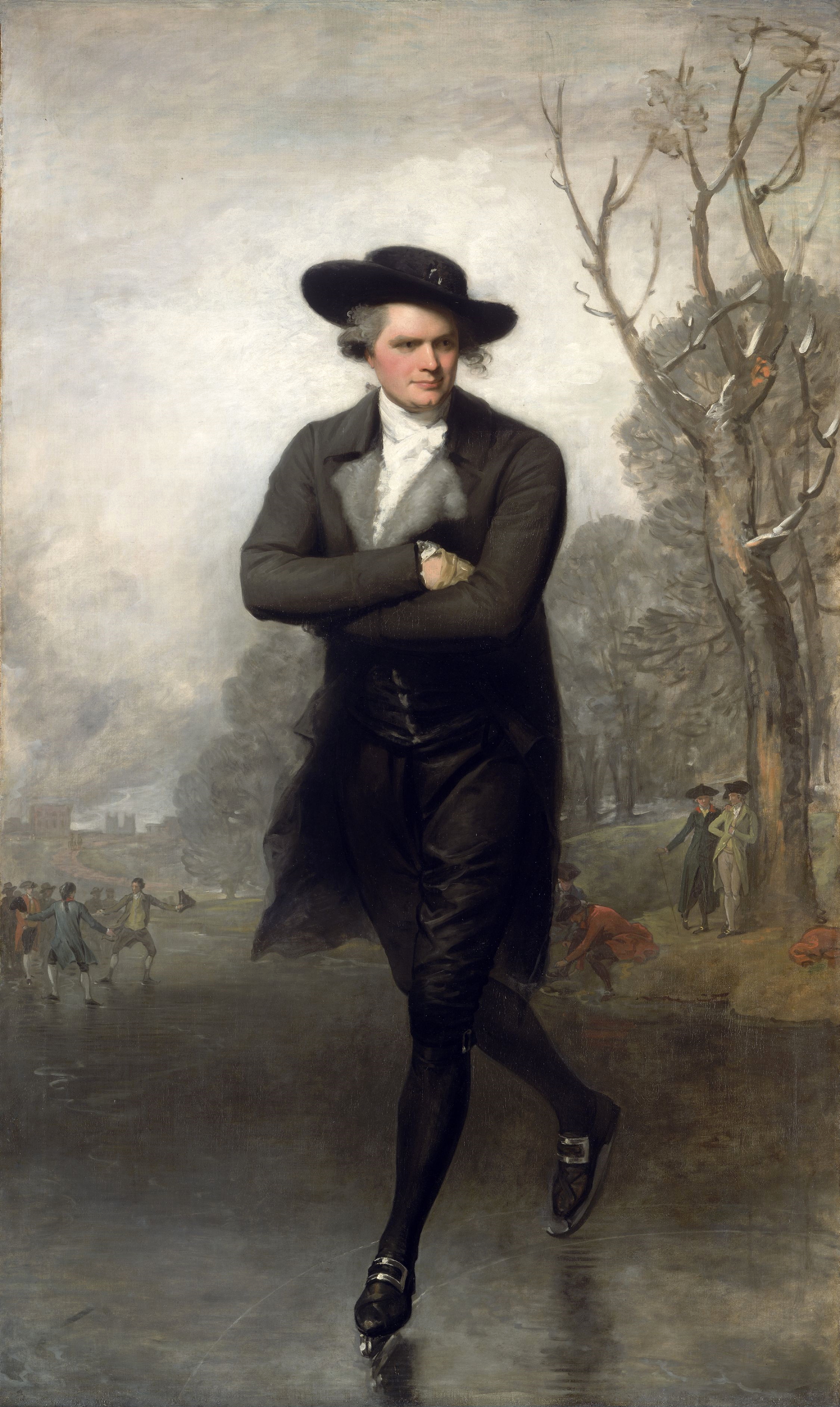
El patinador, 1782, óleo sobre lienzo, 245,5 × 147,5 cm, Galería Nacional de Arte (Washington).

Gilbert Stuart nació en Saunderstown, Rhode Island en 1755. Era el tercer hijo de Gilbert Stewart, un inmigrante escocés empleado en la industria del tabaco, y Elizabeth Anthony Stewart, miembro de una prominente familia terrateniente de Middletown, Rhode Island.
Gilbert Stuart se trasladó a Newport, Rhode Island a los siete años de edad, donde su padre buscó trabajo en el campo del comercio. En Newport, Stuart comenzó a mostrarse como una gran promesa de la pintura. Fue instruido por Cosmo Alexander, un pintor escocés. Bajo la guía de Alexander, Stuart pintó el famoso retrato Dr. Hunter's Spaniels, que actualmente cuelga en el Hunter House Manison de Newport, cuando tenía 12 años de edad.
En 1773, a la muerte de su maestro, Stuart regresó a Newport e intentó ganarse la vida como retratista, pero sus esfuerzos se vieron en peligro por el estallido de la Revolución Americana y sus perturbaciones sociales. Siguiendo el ejemplo de John Singleton Copley, Stuart marchó a Inglaterra en 1775. Se convirtió en protegido de Benjamin West, con quien estudió durante los seis años siguientes. 
Llegó un momento en que el precio de sus cuadros sólo era superado por los de los renombrados artistas ingleses Joshua Reynolds y Thomas Gainsborough, quienes representaban la tradición del retrato inglés que siguió el propio Stuart. A pesar de tener muchos encargos, Stuart era despreocupado en materia financiera, y corrió el riesgo de ser enviado a prisión por deudas. En 1787 huyó a Dublín, Irlanda, donde siguió pintando y acumulando deudas con igual vigor.

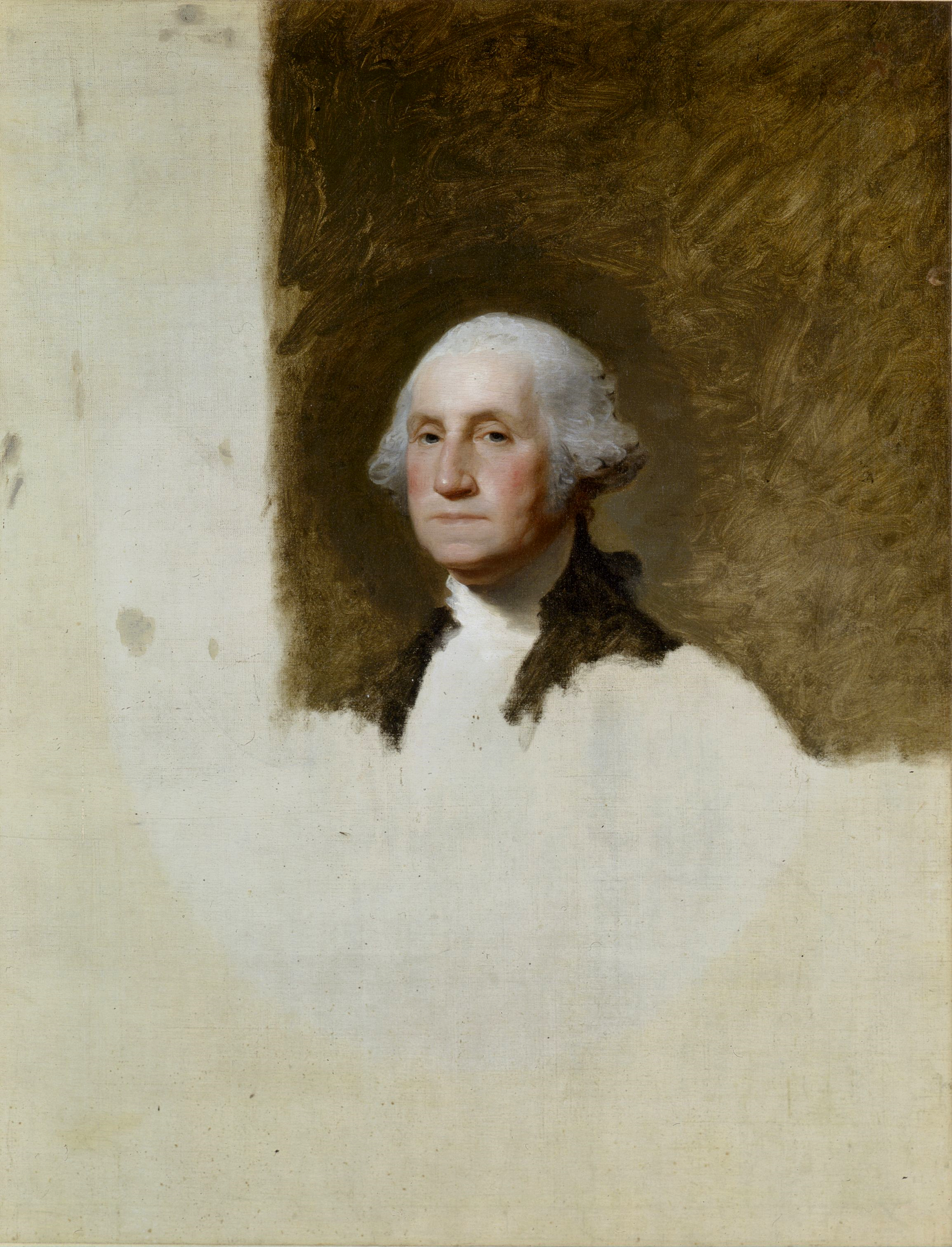
Cuadro de Gilbert Stuart de 1796 de George Washington, conocido también como The Athenaeum y el The Unfinished Portrait, es su obra más célebre y famosa.

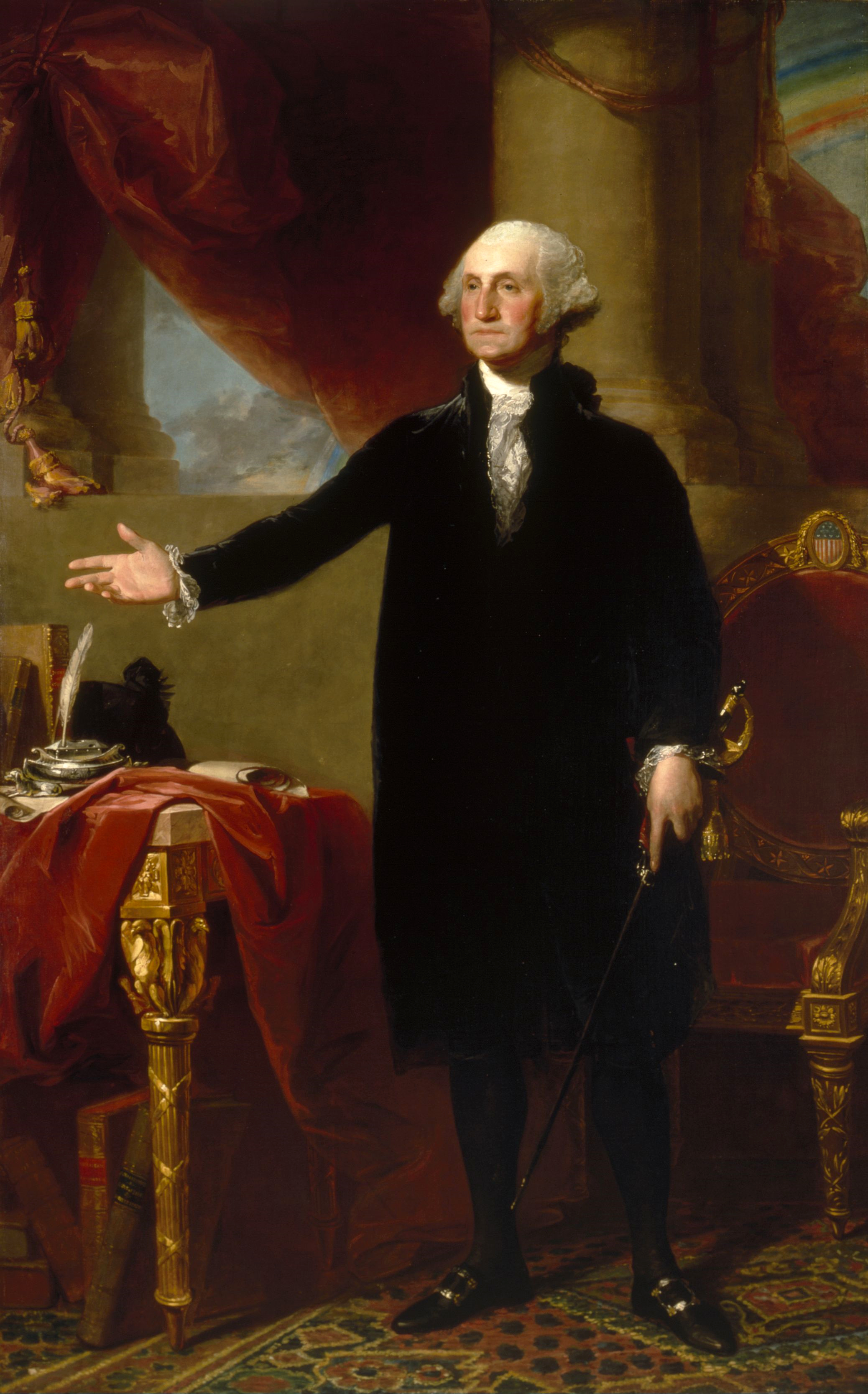
Retrato Lansdowne de George Washington (1797), que cuelga en la Casa Blanca.

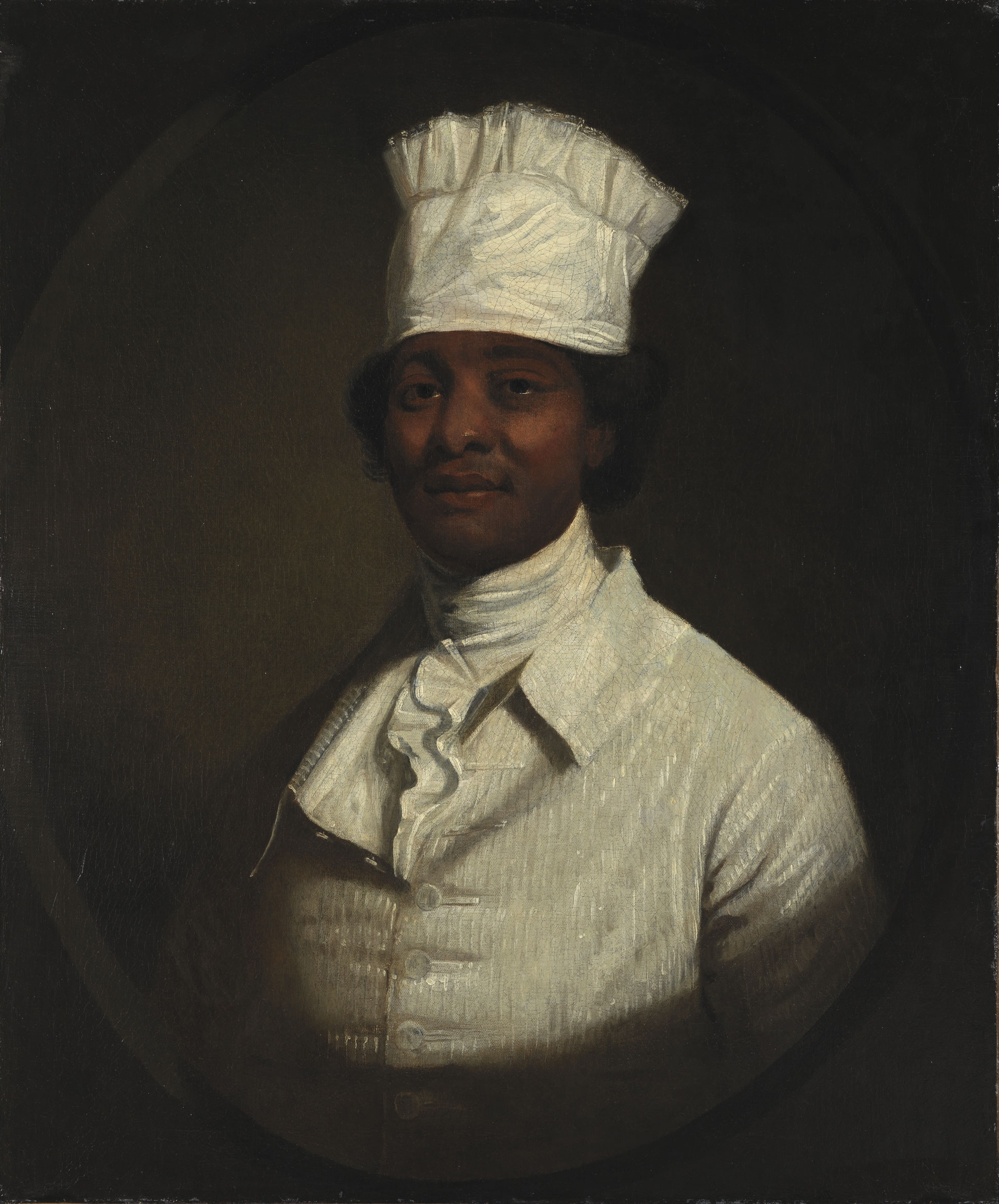
Retrato del cocinero de George Washington. Museo Thyssen-Bornemisza.

Debido a su falta de dinero, Stuart regresó a los Estados Unidos en 1793, estableciéndose durante un corto periodo de tiempo en Nueva York. En 1795 se trasladó a Germantown, Filadelfia, Pensilvania, cerca (y actualmente parte) de Filadelfia, que entonces era la capital de los EE. UU. donde abrió un estudio. Allí fue donde obtendría su lugar en el mundo artístico, así como fama perdurable con sus cuadros de muchos estadounidenses importantes de la época.
A partir de 1795, Stuart pintó a George Washington en una serie de retratos. Pintó igualmente retratos de los presidentes que sucedieron a George Washington en el cargo.
Stuart se trasladó a Boston en 1805, continuando su éxito crítico y sus problemas financieros. A su muerte, Stuart dejó muchas deudas a su familia, por lo que su esposa e hijas fueron incapaces de comprar una tumba para él. Stuart fue por lo tanto enterrado en una tumba sin señalar.

## Legado
Al final de su carrera, Gilbert Stuart había retratado a miles de políticos y figuras sociales estadounidenses. Se le elogiaba la vitalidad y naturalidad de sus retratos, y sus modelos encontraban agradable su compañía: 

Hablando en general, no hay castigo peor que hacer que lo retraten a uno. Debes quedarte en una posición fija y nada natural, lo que es un desafío para el temperamento. Pero me gustaría posar para Stuart desde el primero de enero hasta finales de diciembre, pues me permite hacer lo que yo quiera, y me mantiene constantemente entretenido con su conversación.
John Adams

Se sabe que Stuart trabajaba sin la ayuda de esbozos, empezando directamente sobre el lienzo. Esto era muy infrecuente en la época. 
Era un pintor que cuidaba mucho el detalle, sobre todo en los ropajes. Su pincelada era suelta y cargada.

## Sus principales obras
- El patinador (Retrato de William Grant) - The Skater (Portrait of William Grant) (1782)
- George Washington (Retrato Vaughan) - George Washington (Vaughan Portrait) (1795)
- Retrato de Catherine Brass Yates - Catherine Brass Yates (Mrs. Richard Yates) (1793/1794)
- Retrato de Abigail Smith Adams - Abigail Smith Adams (Mrs. John Adams) (1800/1815)
- John Adams (h. 1800/1815)